# Rieux, Morbihan
Rieux (tiếng Breton: Reoz) là một xã ở tỉnh Morbihan trong vùng Bretagne tây bắc Pháp. Xã này có diện tích 27,78 km², dân số năm 1999 là 2781 người. Khu vực này có độ cao từ 0-81 mét trên mực nước biển.
Cư dân của Rieux danh xưng trong tiếng Pháp là Rieuxois.